# 그로아시스 워터박스
그로아시스 워터박스(Groasis Waterboxx)는 건조한 지역의 나무의 생장을 돕기 위해 설계된 장치다. 네덜란드의 꽃 수출업자였던 피터르 호프가 발명하고 개발했으며, 2010년에 파퓰러 사이언스배 올해의 혁신 상의 환경 기술 부문을 수상했다.

## 배경
지표면에는 나무가 살아남기에는 너무 건조한 드넓은 영역이 있다. 토양에 물이 있더라도, 거기까지 나무의 뿌리를 뻗기에는 너무 깊은 경우가 흔하다. '그로아시스 테크놀로지'는 사막, 침식된 지역, 황무지, 바위 위에서 나무가 자라는 것을 방해하는 문제를 해결하기 위해 생체모방을 이용하였다. 이 기술의 목적은 이러한 지역의 초목층을 복원하여 과일과 채소가 열리는 생산적인 지역이 되도록 하는 것이다.

## 설계
그로아시스는 뚜껑이 있는 폴리프로필렌 양동이다. 식물이 자리잡을 곳 사이에는 수직터널이 있다. 물은 상자 안에서 모세관 현상을 따라 심지를 통해 흘러내려간다. 장치는 씨앗을 발아시키는 새똥의 단열효과를 모방한다. 상자의 심지는 연잎 효과로 인해 표면이 초소수성(en:Ultrahydrophobicity)을 띄도록 하는 작은 돌기로 덮여 있다. 심지는 깔때기의 약간의 물기조차 사이펀의 원리를 통해 상자의 가운데의 저장소로 빨아들인다.
제품은 식물 인큐베이터로서 기능하며, 식물에 물을 공급하면서 묘목과 주변의 흙을 태양의 열기로부터 보호한다. 뚜껑이 수집한 빗물과, 밤에 응축되는 물은 양동이에 저장된다. 물이 차오른 양동이는 심지를 통해, 하루에 50ml 정도의 약간의 물을 땅으로 배출하여 나무의 뿌리가 성장하도록 돕는다. 상자는 토양 상부의 물이 증발하는 것을 방해하며, 이 물은 표면으로 끌어당겨져 증발되는 대신 아래로 퍼져나간다. 상자 밑과 안의 온도와 습도는 상자가 없는 경우보다 밤낮 없이 안정하다.
상자의 개발에는 2010년까지 7년의 시간과 710만 미화 달러가 소요되었다.

## 설치
이 상자를 사용하려면 처음에 사람이나 기계를 사용해 지면에 구멍을 파야 한다. 구멍에 한 개에서 세 개의 식물이 심어지고, 카드보드지(en:Cardboard) 판이 식물 주변에 설치된다. 건조한 지역에서는 식물 주변의 토양에는 자라나는 식물이 화학적으로 이용할 수 없었을 토양의 영양분을 식물이 사용할 수 있도록 하기 위해 균근이 접종된다. 심지가 상자의 바닥에 삽입되고, 상자 밑에 식물이 심겨지고 물이 채워진다. 두 개의 뚜껑이 덮어지고, 깔때기가 삽입되고, 작은 뚜껑이 맨 위의 뚜껑의 구멍을 막는다.

## 시범적용
상자는 모로코의 무함마드 왕립 대학(:en:Mohamed Premier University)에서 3년 간 점검되었으며 90%에 가까운 상자의 식물들이 살아남았다. 이제 상자는 따뜻하고 건조한 지역을 떠나 와이너리(en:Winery)와 추운 산지에서 점검되고 있다.  장치는 오대호 지역에서 자이언트 세쿼이아를 기르는 등, 온화한 지역에서 물이 많이 필요한 나무를 기르는 데도 사용되고 있다.

## 그로우박스
그로우박스(Growboxx)라는 새로운 상자가 개발되었다. 재활용 종이로 만들어져서 그 자체가 나무의 양분이 되므로 나중에 제거할 필요가 없으며, 가격은 기존의 10분의 1에 불과할 것이다.

## 참고 문서
- 산림농업
- 공기 우물
- 응용생태학(:en:Applied ecology)
- 사막화
- 생태공학(:en:Ecological engineering)
- 환경기술
- 녹색 사하라

## 같이 보기
- 공기 우물
- 응용생태학
- 사막화
- 환경기술